# 擁抱我 小姐
《擁抱我 小姐》是日本偶像歌手山下智久的出道單曲。2006年5月31日發行，是2006年度日本銷量第4位的單曲。

## 簡介
傑尼斯事務所的山下智久個人solo的出道單曲，作為同年由山下智久出演的電視劇《詐欺獵人》的主題曲。
單曲延續修二與彰的《青春Amigo》的1980年代搖滾歌謠曲風格，《擁抱我 小姐》依然請來了《青春Amigo》的填詞人zopp。山下本人也提議效仿「Amigo」（朋友），使用同樣是拉丁語的「Senorita」（小姐）一詞作為標題。《青春Amigo》講述兩名男性的友誼；而《擁抱我 小姐》則講述主人公與一位比他年長的女友的愛情故事。在歌詞中，主人公是一個經常打架的年輕人，他的女友看到他的傷痕，勸他別再和那些人混在一起，但是主人公不願意女友把自己當小孩看待，只想女友緊緊擁抱著他。zopp證實其中一句歌詞「別再和那個傢伙混在一起」的「那個傢伙」指的就是修二。
副曲《戒指》由山下本人親自作曲填詞。
發行首週即空降Oricon單曲週榜冠軍，初動銷量達40.34萬張，是繼著名歌手、南方之星主唱桑田佳祐的《白色戀人們》（2001年）之後首次男性solo歌手初動超過40萬張。也是自平井堅的《POP STAR》（2005年）以來，首次男性solo主唱的電視劇主題曲取得Oricon公信榜冠軍。包含以NEWS、修二與彰名義發行的單曲，至此山下智久已經連續8張單曲取得Oricon公信榜冠軍。
2006年銷量為59.8萬張，是當年日本單曲銷量第4位。連同第3位的《青春Amigo》，山下的歌曲在年榜前五位佔據了兩席

## 收錄曲目

### 初回生產限定盤
1. 擁抱我 小姐（抱いてセニョリータ）
  - 作詞：zopp；作曲：渡邊未来、真崎修；編曲：前嶋康明
  - TBS系電視劇《詐欺獵人》的主題曲
2. 戒指
  - 作詞、作曲：山下智久；編曲：鈴木Daichi秀行

### 通常盤
1. 擁抱我 小姐
  - 作詞：zopp；作曲：渡邊未来、真崎修；編曲：前嶋康明
2. 戒指
  - 作詞、作曲：山下智久；編曲：鈴木Daichi秀行
3. 向日葵
  - 作詞：仲村達史；作曲：北野正人；編曲：中村康就
4. 擁抱我 小姐(Original Karaoke)

## 外部連結
- 唱片介紹